# Marthe Fiel
Marthe Fiel, née à Reims (Marne) le 2 mai 1873 et morte le 2 novembre 1949 à Meulan (Yvelines), est une écrivaine de romans sentimentaux et de romans pour la jeunesse parus notamment dans la collection Lisette. Elle a écrit une nouvelle, Heures d'angoisse, et une comédie en vers, Le Droit d'aimer, sous le pseudonyme de Claude Grey.

## Prix
- 1907 : premier prix d'honneur du Grand concours colonial pour la composition Mariage mauresque
- 1930 : prix du Club des bonnes langues pour le roman Hors du sillon

## Sélection de publications
- Chante ! ô jeunesse ! (poèmes), Éditions Annales politiques et littéraires, 1906
- Le Droit d'aimer, comédie en 1 acte, en vers, 1907, Éditions de la "Pensée moderne"
- Écoute, poésies, Éditions Annales politiques et littéraires, 1907
- Mariage mauresque en Algérie, nouvelle, Éditions Annales politiques et littéraires, 1907
- Sur le sol d'Alsace, Éditions Charpentier et Fasquelle, 1911
- Les Roses du Valois (poèmes), 1912
- L'Épouse, collection « Romans Modernes », no 22, Éditions Vermot, 1925
- Trop belle, collection « Foyer-Romans », no 69, Éditions Hirt et Cie, 1926, lire en ligne sur Gallica
- La Jeune Classe, Librairie Delalain, 1927
- Les Filles du père Mellart, 1928
- Vocation, 1928
- L'Institutrice, 1928
- Le Rêve fabuleux de Jean Gire, librairie Delalain, 1929
- Autour d’un candidat, collection Bayard No 44, 1929
- Madame Prudence, collection Bayard No 62, 1930
- L'Aventure de Jeanne Brime, Collection Fama No 222, 1931
- Épreuves maternelles, Foyer-Romans No 170, 1930, lire en ligne sur Gallica
- L'Institutrice, Collection Fama No 250, 1931
- Vocation, Collection Fama No 259, 1931
- L'Idée de Francine, Collection Fama No 271, 1931
- Le Mari d'Emine, Collection Stella No 268, 1931
- Le Fils du banquier, Maison de la bonne presse, 1931, lire en ligne sur Gallica
- Hors du sillon, Maison de la bonne presse, 1932
- L'Étonnante Journée, librairie Alcan, 1932, lire en ligne sur Gallica
- Suzette et la vérité, librairie Alcan, 1933, lire en ligne sur Gallica
- Les Deux Masques, Bayard, 1933
- Le Sacrifice et l’Amour, paru dans L’Écho de Paris du 2 février au 7 mars 1934
- Le Scrupule de Florine, collection Bayard No 148, 1934
- Armelle devant le vainqueur, La Renaissance du livre, 1934, lire en ligne sur Gallica ; publié en feuilleton dans L'Ouest-Éclair sous le titre Armelle devant son vainqueur, en 1937
- En face de la vie, Collection Printemps No 403, 1936
- Ceux qu’on oublie, L'Arc-En-Ciel No 14, 1938
- Marane la passionnée, J. Dupuis, fils et Cie, lire en ligne sur Gallica
- Cœurs dans l'attente, Collection Fama No 615, 1939
- Âmes dans la bourrasque, Collection Stella No 471, 1939
- La Folle Aurore, Tallandier, 1939
- Mes deux soupirants, 1944
- Le Roman de Colette, N.E.F., 1945, lire en ligne sur Gallica
- Prudence Rocaleux, Maison de la bonne presse, 1945, lire en ligne sur Gallica
- L'Élève Bompel, La Belle cordière, 1947, lire en ligne sur Gallica
- Petite Cousette jolie, Ed. du Hublot, 1947, lire en ligne sur Gallica
- La fille du mineur, Ed. du Hublot, 1947, lire en ligne sur Gallica
- Coups de foudre, Les Publications techniques et artistiques, 1947, lire en ligne sur Gallica
- La Secrétaire du châtelain, Collection Parisienne No 181, 1948
- Le Mari, collection La Frégate, no 25, Maison de la bonne presse, 1948
- Mon erreur, publié dans La Croix du 22 mai au 14 juillet 1949
- Tragique enfance, Lisette No 55, 1948
- Un drame dans la Creuse, Collection Fama No 79, 1956